# Auferstehungskirche (Velká Ves)

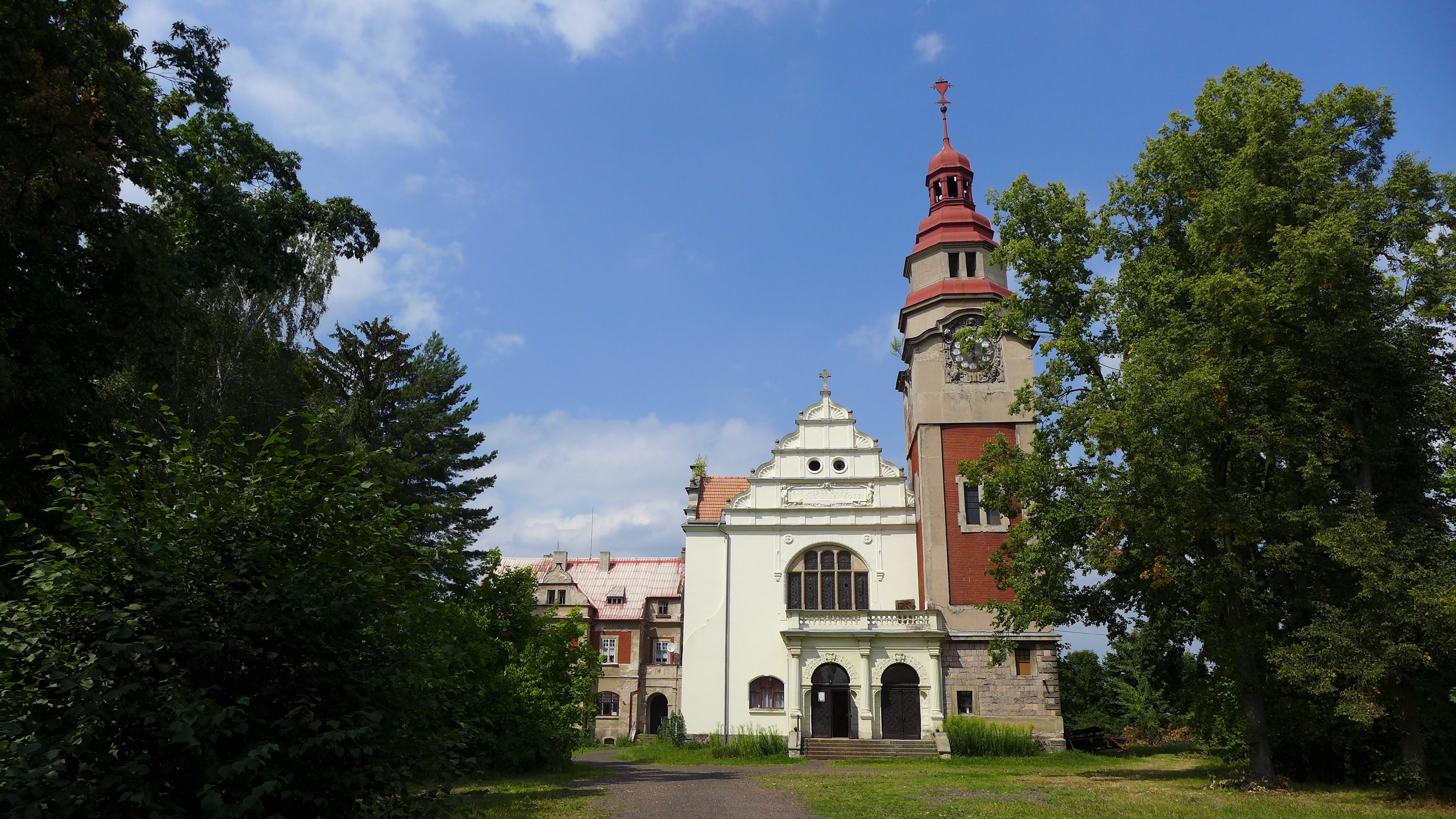
Auferstehungskirche Großdorf

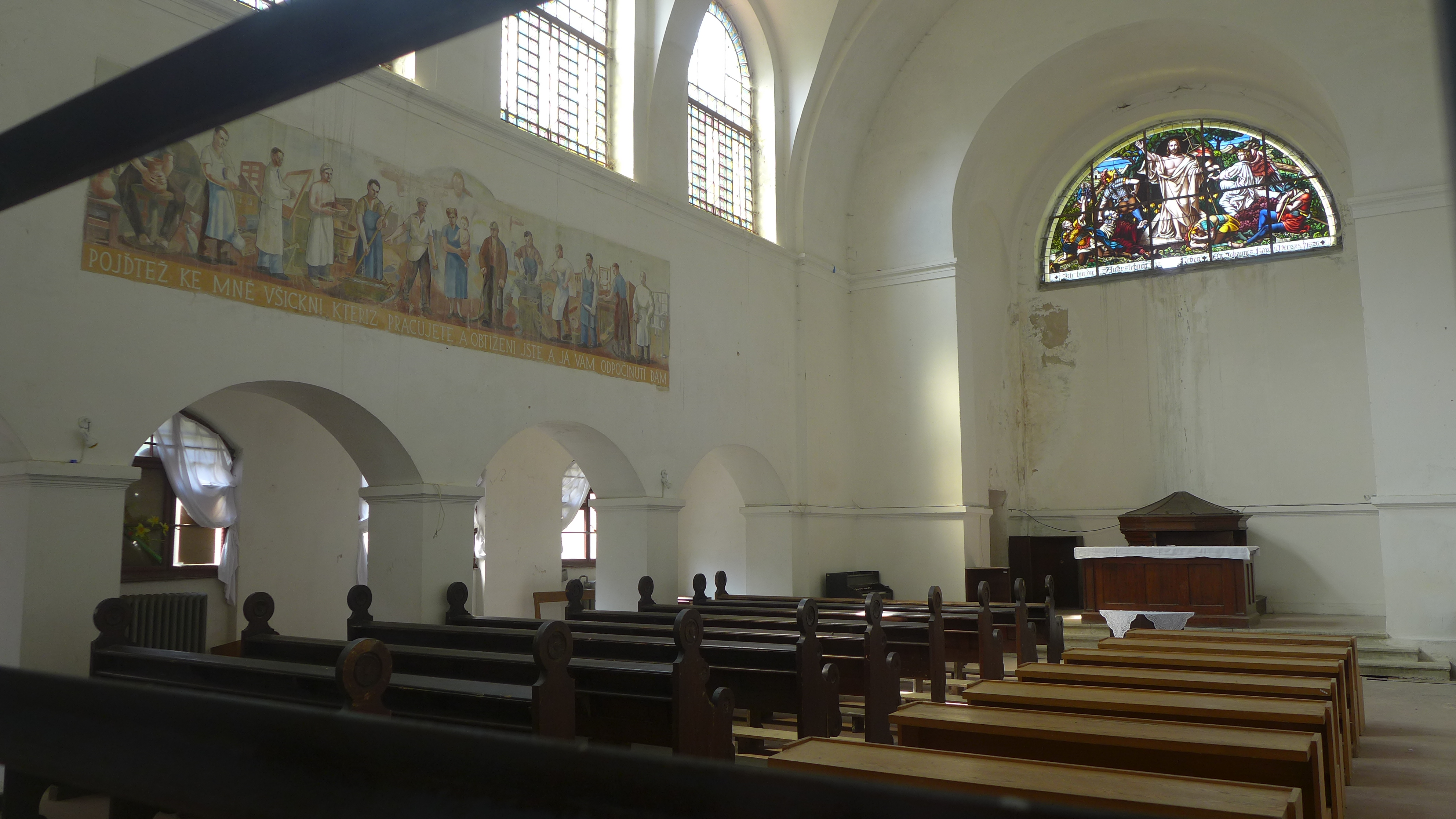
Innenraum der Kirche

Die Auferstehungskirche ist die ehemalige evangelische Kirche von Velká Ves (deutsch Großdorf), einem Ortsteil der Stadt Broumov im Okres Náchod in Tschechien.

## Geschichte
Bereits im 16. Jahrhundert hatte die Stadt Broumov mehrheitlich den evangelischen Glauben angenommen. Die Schließung der evangelischen Kirche von Broumov veranlasste ein Protestschreiben böhmischer Adliger im März 1618, einen Protestbrief an Kaiser Matthias, der daraufhin weitere Ständeversammlungen in Böhmen untersagte, was als Anlass des Prager Fenstersturzes und damit als Auslöser des Dreißigjährigen Kriegs gilt.
Erst im ausgehenden 19. Jahrhundert bildete sich im Zuge der auf die Evangelisation mehrheitlich katholischer Regionen ausgerichtete Los-von-Rom-Bewegung in Broumov wieder eine evangelische Kirchengemeinde. Die im Ortsteil Großdorf gegründete Auferstehungskirche wurde 1902–1903 zusammen mit dem angrenzenden Pfarrhaus nach Plänen des Wiener Architekten Heinrich Wolf im Stil der Neorenaissance erbaut und nach ihrer Fertigstellung 1905 zur evangelischen Pfarrkirche erhoben. Das Bauwerk schließt sich in seiner Formensprache den sächsischen Schlossbauten aus der Zeit der Reformation an. Den Außenbau beherrscht ein seitlich stehender, von einer geschweiften Haube gedeckter Turm. Der von niedrigen Anräumen begleitete Saalraum ist mit weitgespannten Kreuzgratgewölben überdeckt.
Seit 1945 gehört die Kirche der Tschechoslowakischen Hussitischen Kirche an. Das seit 1997 seitens der Diakonie für Sozialaufgaben genutzte Kirchengebäude wurde 2002 aufwendig restauriert, während die Kirchengemeinde das zugehörige Pfarrhaus als Betsaal nutzt.